# Lavlandsborg
Udtrykket lavlandborg eller sletteborg (tysk: Niederungsburg, Flachlandburg, Tieflandburg) betegner en type borg, der er placeret i lavland, på en slette eller i en dal, i modsætning til en borg bygget på højere steder såsom en klippeborg. Klassifikationen anvendes i vid udstrækning i Tyskland, hvor omkring 34 % af alle borge er af lavlandstypen.
Fordi lavlandborge ikke har den forsvarsmæssige fordel ved at være placeret på høj grund, vælges steder, som er lette at forsvare, for eksempel ved hjælp af floder, øer i søer eller sumpområder. Hvor sådanne naturlige forhindringer ikke findes, får kunstige forhindringer særlig betydning. Disse omfatter vandfyldte eller tørre voldgrave, voldanlæg, palisader og ringmure. For at øge borgens højde i forhold til det omgivende terræn kan der opføres kunstige jordhøje (såsom motte), og forsvarstårne opfylder også dette formål.
Borge fra den tidlige middelalder (herunder slaviske og saksiske borge) havde ofte en smal, dyb grav og høje, stejle jordvolde.
Lavlandborge findes naturligt på sletter såsom den Nordtyske Slette eller i Nederlandene, men kan også forekomme i højland, for eksempel i en dal som såkaldte øborge på øer i floder (f.eks. Burg Pfalzgrafenstein).

## Typer
- Vandborg: Fællesbetegnelse for alle borgtyper, der bruger vand som forsvarshindring. Afhængigt af deres topografiske beliggenhed kan disse borge underopdeles i (originale tyske betegnelser i parentes):
- Flodborg: en borg bygget ved en flodbred. Som regel er de også omgivet af voldgrave fyldt med vand fra floden.
- Søborg: borg ved en sø eller havet. Ligesom flodborge har søborge normalt kunstige grave (voldgrave) med forbindelse til vandsystemet.
- Øborg: borg på en naturlig, mere sjældent kunstig, ø i en flod eller sø.
- Moseborg: borg i sumpet eller moseagtigt terræn. Den udnytter terrænets naturlige utilgængelighed til sin forsvarsmæssige fordel.
- Dalborg: borg i en dalbund. En særlig variant er såkaldte Talsperren ("dalforsvar"), hvor befæstninger i dalen er forbundet med en forbjergsborg eller højborg, så denne type består af en kombination af lavlandborg og højborg. Et eksempel er Borgene i Bellinzona.

Undertyper efter funktion:
- Broborg (Brückenburg): en borg bygget til at overvåge og beskytte en flodovergang.
- Havneborg (Hafenburg): en borg bygget til at beskytte en havn.

## Eksempler
- Caerlaverock Castle, vandborg med trekantet grundplan, Skotland
- Eilean Donan Castle, restaureret øborg, Skotland
- Warwick Castle, flodborg, England
- Château de Sully-sur-Loire, vandborg i Loiredalen, Frankrig
- Beersel Castle, senmiddelalderlig borg i mursten, Belgien
- Burg Nassenfels, borg på stedet for et romersk castellum, Tyskland
- Groß Raden, slavisk ø-borg fra den tidlige middelalder, Tyskland
- Burg Dankwarderode, statslig borg (Landesburg) for hertugerne af Braunschweig, Tyskland
- Ordensborgen Malbork, hovedsæde for Den Tyske Orden og Europas største murstensbygning, Polen
- Smederevo Fæstning, flodborg, Europas største slettefæstning, Serbien